# Emőd
Emőd este un oraș în districtul Miskolc, județul Borsod-Abaúj-Zemplén, Ungaria, având o populație de 5.134 de locuitori (2011). 

## Demografie
Componența etnică a orașului Emőd
     Maghiari (94,99%)
     Romi (3,85%)
     Necunoscut (0,39%)
     Alții (0,77%)
Componența confesională a orașului Emőd
     Romano-catolici (44,78%)
     Reformați (16,28%)
     Fără religie (7,64%)
     Greco-catolici (3,6%)
     Necunoscută (26,76%)
     Alte religii (1,93%)
Conform recensământului din 2011, orașul Emőd avea 5.134 de locuitori. Din punct de vedere etnic, majoritatea locuitorilor (94,99%) erau maghiari, existând și minorități de romi (3,85%) și polonezi (1,48%). Apartenența etnică nu este cunoscută în cazul a 0,39% din locuitori. Nu există o religie majoritară, locuitorii fiind romano-catolici (44,78%), reformați (16,28%), persoane fără religie (7,64%) și greco-catolici (3,6%). Pentru 26,76% din locuitori nu este cunoscută apartenența confesională.